# Louis Laurie
Louis Daniel "Lou" Laurie, född 19 november 1917 i Cleveland, Ohio, död 26 december 2002 i Beachwood, Ohio, var en amerikansk boxare.
Laurie blev olympisk bronsmedaljör i flugvikt i boxning vid sommarspelen 1936 i Berlin.